# 拉季洛夫斯科耶湖
58°01′04″N 29°15′18″E / 58.01778°N 29.25500°E
拉季洛夫斯科耶湖（俄语：Радиловское），是俄羅斯的湖泊，位於該國西北部，由普斯科夫州負責管轄，處於波爾霍夫區，面積5.4平方公里，集水區面積37.8平方公里，平均水深1.5米，最大水深2.5米。